# Копче
Копче в областта на модата представлява малък, най-често кръгъл диск с дупки на него, който служи за съединяване на отделните части на облеклото. Копчето може да има и чисто декоративна цел. Когато служи за закопчаване, то се прокарва през малък отвор на дрехата, наречен илик.
Съвременните копчета се изработват от много и разнообразни материали – кост, рог, слонова кост, раковини, дърво, стъкло, пластмаса, метал. Имат две, три или четири малки дупки, който служат за зашиване на копчето за плата. Макар и рядко, се срещат копчета с квадратна, триъгълна или неправилна форма.
Най-старите намерени копчета в района на днешна Индия, изработени от раковини, датират от времето на бронзовата епоха. Копчета, направени от камък са намерени в района на днешна Турция и датират от 10 500 години пр.н.е. В съвременния си вид, с илик и закопчаване, копчетата се появяват в Германия през XIII век. 
Големината според предназначението им варира, тези за ризи и блузи са малки и кръгли, тези на военните униформи са по-големи и направени от лъскав метал, а някои декоративни имат неправилна форма и са значително по-големи. Средната им големина е 1-2 сантиметра в диаметър.

## Бутон или клавиш в техниката и при музикалните инструменти
Понякога, най-често в разговорната реч, „копче“ се използва вместо „бутон“ за приспособлението, с което се натиска звънец, включва се електрически уред, апарат, механизъм и други. Клавишите на компютърните клавиатури или на музикалните инструменти се наричат и копчета.